# ژنرال گرانت (کشتی)
ژنرال گرانت (کشتی) (به انگلیسی: General Grant (ship)) یک کشتی است که طول آن 179 ft. 6 in. می‌باشد. این کشتی در سال ۱۸۶۴ ساخته شد.